# San Francisco 49ers 1957
La stagione 1957 dei San Francisco 49ers è stata l'ottava della franchigia nella National Football League. Sull'onda della stagione precedente, in cui avevano vinto quattro delle ultime cinque partite (con un pareggio), i Niners terminarono con un record di 8-4, il loro migliore dal 1953, al primo posto della loro conference, assieme ai Detroit Lions. Nello spareggio per affrontare i Cleveland Browns in finale di campionato, i 49ers persero in casa coi Lions 31-27.

## Partite

### Stagione regolare
| Turno | Data  | Trasferta           | Punteggio | Casa                | Record | Pubblico |
| 1     | 29/9  | Chicago Cardinals   | 20–10     | San Francisco 49ers | 0–1–0  | 35,743   |
| 2     | 6/10  | Los Angeles Rams    | 23–20     | San Francisco 49ers | 1–1–0  | 59,637   |
| 3     | 13/10 | San Francisco 49ers | 21–17     | Chicago Bears       | 2–1–0  | 45,310   |
| 4     | 20/10 | San Francisco 49ers | 24–14     | Green Bay Packers   | 3–1–0  | 18,919   |
| 5     | 27/10 | Chicago Bears       | 21–17     | San Francisco 49ers | 4–1–0  | 56,693   |
| 6     | 3/11  | Detroit Lions       | 35–31     | San Francisco 49ers | 5–1–0  | 59,702   |
| 7     | 10/11 | San Francisco 49ers | 37–24     | Los Angeles Rams    | 5–2–0  | 102,368  |
| 8     | 17/11 | San Francisco 49ers | 31–10     | Detroit Lions       | 5–3–0  | 56,915   |
| 9     | 24/11 | San Francisco 49ers | 27–21     | Baltimore Colts     | 5–4–0  | 50,073   |
| 10    | 1/12  | San Francisco 49ers | 27–17     | New York Giants     | 6–4–0  | 54,121   |
| 11    | 8/12  | Baltimore Colts     | 17–13     | San Francisco 49ers | 7–4–0  | 59,950   |
| 12    | 15/12 | Green Bay Packers   | 27–20     | San Francisco 49ers | 8–4–0  | 59,100   |

### Playoff
| Data  | Trasferta     | Punteggio | Casa                | Pubblico |
| 22/12 | Detroit Lions | 31–27     | San Francisco 49ers | 60,118   |